# 奥多尼奥二世 (莱昂)
奧多尼奧二世（西班牙語：Ordoño II；約873年—924年，萊昂）910年起是加利西亞國王，914年起為加利西亞與萊昂國王直到他去世。他是阿方索三世大帝國王與其妻子潘普洛納的海梅娜的次子。
他的父親將他送到薩拉戈薩去卡西家族（Banu Qasi）的宮廷接受教育。隨著阿方索去世於910年，王國被其三個兒子瓜分；萊昂歸於加西亞，加利西亞交給奧多尼奧，而阿斯圖里亞斯則在弗鲁埃拉的手中。雖然阿斯圖里亞斯仍然具有首要的地位，但是奧多尼奧的作風強悍於他的兄弟們。在加西亞914年死於薩莫拉後，奧多尼奧接下他萊昂的王位。
奧多尼奧之後接續他祖先擴張基督教勢力的行動。一方面在他的西南邊疆域，他攻陷了梅里達和埃伏拉，並強迫該地的穆斯林政府賠款讓他退兵。
另一方面，在他的東南邊界，他與潘普洛納國王桑喬一世·加爾塞斯聯手對抗科爾多瓦埃米爾阿卜杜-拉赫曼三世。917年摩爾人（The Moors）在聖埃斯特班-德戈麥斯被擊潰。隔年從卡西家族拿下阿爾內多和卡拉奧拉兩座城。阿卜杜-拉赫曼三世對此採取強硬的態度。920年，他率領一支軍隊奪回了奧斯馬和聖埃斯特班-德戈麥斯。他越過潘普洛納並在瓦德洪克拉打敗了基督徒，而且俘虜了圖依和薩拉曼卡兩城的主教。雖然有意毀滅潘普洛納城，但他選擇退兵去處理他數量龐大的戰利品。
奧多尼奧二世曾經收到桑喬國王的要求，將戰敗的原因歸咎於卡斯蒂利亚的伯爵們沒有聽從命令而缺席。他將他們一起帶到特哈雷斯並且殺了他們。基督徒立刻予以反擊，佔領了拉里奧哈並且併吞納赫拉與比克拉。
他受到敵人阿卜杜-拉赫曼三世頻繁的突襲他的領土，同時他還面臨卡斯蒂利亞人有企圖的在萊昂煽動叛亂。
奧多尼奧結過三次婚。他的第一任妻子以及他子女的母親，是埃爾曼西爾多（Hermengildo）伯爵的女兒及聖羅森多的姑姑埃爾維拉·曼尼德斯（Elvira Menendez）。之後他娶岡薩羅·貝托特斯（Gonzalo Betotez）的女兒阿拉貢塔·岡薩雷斯（Aragonta Gonzalez）為妻。他對岡薩雷斯很冷漠因為她「不能取悅他」。當他與潘普洛納的桑喬一世建立政治聯盟後，他再與桑喬國王的女兒桑查結婚。924年他去世後留下了年幼的子女們，而他最年長的弟弟阿斯图里亚斯國王弗鲁埃拉繼承他的王位，因此再度統一他們父親的遺產。